# Megasoma ramirezorum
Megasoma ramirezorum är en skalbaggsart som beskrevs av Silvestre och Arnaud 2002. Megasoma ramirezorum ingår i släktet Megasoma och familjen Dynastidae. Inga underarter finns listade i Catalogue of Life.